# Bill Johnson (Kontrabassist)

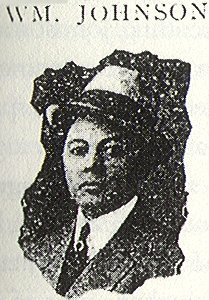
Bill Johnson

William Manuel „Bill“ Johnson (* 10. August 1874 in Talladega, Alabama; † 3. Dezember 1972 in New Braunfels, Texas) war ein amerikanischer Jazz-Bassist und Bandleader des frühen New Orleans Jazz, Gründer des „The Original Creole Orchestra“ und von „King Oliver’s Creole Jazz Band“.
Johnson begann um 1890 als Gitarrist und spielte auch Banjo. Um 1900 trat er auch mit dem Kontrabass auf. Er behauptete den (gegenüber dem „Pizzicato“ Zupfen) energischeren „slapping“-Stil des Bass-Spiels erfunden zu haben, nachdem er seinen Bogen gebrochen hatte. Er brachte diesen Stil dann nicht nur den Bassisten in New Orleans, sondern auch in Chicago in den 1920er Jahren bei.
Johnson spielte zunächst in der Olympia Band. Er war Gründer (mit Jimmy Palao) und Manager der ersten New Orleans Band, die die Stadt verließ, um über die Grenzen der näheren Umgebung zu touren, des „The Original Creole Orchestra“, mit dem er von 1912 bis 1918 unterwegs war und in dem u. a. Freddie Keppard spielte. Schon 1909 spielte er allerdings mit eigener Band in Kalifornien. Außerdem stand er hinter der Gründung der „King Oliver´s Creole Jazz Band“ im „Royal Garden“ Anfang der 1920er Jahre in Chicago, in der er auch bis zu ihrer Auflösung 1923 Bass spielte. Er spielte dann in eigenen Bands und in einigen von Johnny Dodds und nahm bis Ende der 1920er Jahre viel in Chicago auf. Teilweise unter anderem Namen war er bis in die 1950er Jahre als Musiker aktiv. Danach zog er nach Mexiko, wo er im „Import-Export“ an der mexikanischen Grenze tätig war.
Jelly Roll Morton war der langjährige Freund (nach Morton waren sie auch verheiratet) und später Geschäftspartner der Schwester Bill Johnsons, Anita Johnson Gonzales. Sein Bruder Ollie „Dink“ Johnson war ebenfalls Musiker (u. a. Klarinette, Piano), der z. B. im „Original Creole Orchestra“ als Schlagzeuger arbeitete.